# Kurt Loder
Kurt Loder né le 5 mai 1945, est un écrivain et critique de cinéma américain. Il fut l'éditeur du magazine Rolling Stone dans les années 1980. Aujourd'hui il est le présentateur de MTV News, produisant des reportages sur l’actualité des stars, la culture populaire, dont la musique, la télévision et le cinéma. Loder est principalement reconnu pour ses entretiens avec des personnalités connues telles que Madonna, ainsi que ses connaissances de l’industrie musicale. Il est aussi connu pour avoir été un des premiers à annoncer la mort de Kurt Cobain à la télévision. Il fut aussi le présentateur pour d’autres programmes réalisés par MTV, Week In Rock et MTV News Presents. Il a travaillé dans plusieurs séries de MTV News (Straight Dope, Hate Rock, The Cult Question, Smashed).

## Biographie
Enfance
Kurt Loder est né à Ocean City (New Jersey). Il a étudie à l'Ocean City High School. Il a vécu dans le New Jersey jusqu’à ce qu’il s’engage dans l’armée américaine où il a commencé sa carrière de journaliste.
Carrière
Après quelques années en Europe, où il travaille comme journaliste et musicien, il revient aux États-Unis et devient éditeur à Circus Magazine avant de rejoindre Rolling Stone en 1979.
Aujourd’hui, il écrit des articles sur le cinéma pour le site Reason et a publié plusieurs livres de critique de cinéma (The Good, the Bad and the Godawful, Moi, Tina, Bat Chain Puller).